# Józef Tuchołka
Józef Konstanty Tuchołka (ur. 24 lutego 1887 w majątku Rudy w powiecie wrzesińskim, zm. 12 maja 1985 w Wodzisławiu Śląskim-Pszowie) – polski inżynier górnik, dyrektor górniczy, doktor nauk technicznych, działacz gospodarczy, wykładowca akademicki.

## Życiorys
Syn Anastazego h. Korzbok (1845–1897) i Konstancji z domu Genge (1857–1887). Matka zmarła krótko po porodzie, ojciec kiedy Józef miał 10 lat, jego wychowaniem zajął się dalszy krewny Jakub Tuchołka mąż Marii Marskiej. Majątek Rudy liczący ponad 318 hektarów został 11 sierpnia 1888 sprzedany na aukcji w sądzie wrzesińskim.
Naukę rozpoczął w gimnazjum w Trzemesznie, kontynuował w gimnazjum Marii Magdaleny w Poznaniu, gdzie w 1907 roku zdał maturę. Od kwietnia 1908 roku rozpoczął praktykę w Kopalni Radzionków, a w listopadzie tego roku podjął studia na Bergakademie we Freibergu, gdzie brał udział w działalności polskiego Stowarzyszenia Akademickiego „Sarmatia”.
W roku 1910 został powołany do wojska w Berlinie. Tam też od roku 1912 kontynuował studia na Akademii Górniczej, gdzie w roku 1913 otrzymał dyplom inżyniera górnictwa, po czym wyjechał do Szwecji do pracy w kopalni rudy w Silvhyttan w obszarze górniczym Stollbergs. W czasie I wojny światowej w stopniu podporucznika służył w armii pruskiej, jako lotnik w eskadrze Richthofena. W roku 1918 obronił w Berlinie pracę doktorską z zakresu budowy kopalń.
22 października 1922 roku w Krotoszynie wziął ślub z nauczycielką francuskiego w gimnazjum Haliną Lerchenfeld, córką Haliny Stefanii z Dąbskich baronowej Lerchenfeld.

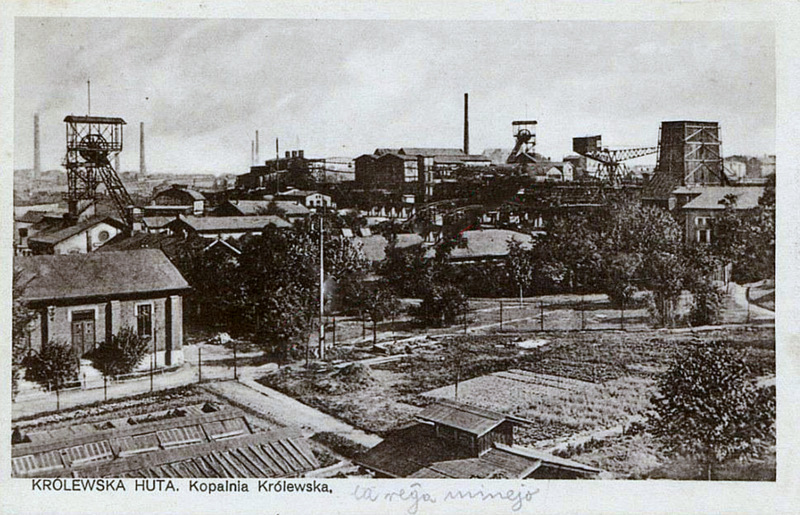
Kopalnia Król, 1922 r.

W 1919 pracował jako ekspert górniczy w Serbii. W latach 1919–1920 był ekspertem w międzynarodowej komisji górniczej Śląska, pracując w kopalni „Szombierki”, a w latach 1920–1922 w Jaworznie, 1922–1928 był zawiadowcą pola wschodniego kopalni Król w Królewskiej Hucie. W latach 1928–1932 dyrektor kopalni „Huta Laura” w Siemianowicach, w latach 1932–1934 kopalni „Anna” w Pszowie, 1934–1935 dyrektor techniczny Rybnickiego Gwarectwa Węglowego, 1935–1939 dyrektor Zarządu Przymusowego Kopalni Pszczyńskich. Prowadził też działalność społeczną jako członek władz Unii Polskiego Przemysłu Górniczo-Hutniczego. Był filistrem honorowym korporacji Montana.
Wybuch II wojny zastał Tuchołków w Mielęcinie, liczącym 376 hektarów majątku, który kupili 8 grudnia 1934 za kwotę dwustu dwudziestu tysięcy złotych w złocie. W 1935 roku został Tuchołka radnym gminy Bralin, do której należy Mielęcin. W lutym 1940 zostali wysiedleni ze swojego domu i wywiezieni do Generalnego Gubernatorstwa, zamieszkali w Krakowie. Tuchołka utrzymywał się z handlu węglem, a później pracując w firmie „Geomontana”. 17 lutego 1942 został aresztowany przez Gestapo i osadzony w więzieniu na Montelupich. Halina przez ponad dwa lata walczyła o życie męża, dzięki czemu nie wywieziono go do obozu zagłady i 24 sierpnia 1944 został wykupiony z więzienia. 17 października 1946 r. Mielęcin został upaństwowiony i jak wiele majątków, doszczętnie zniszczony.
W styczniu 1945 r. w Krakowie Tuchołka został włączony do grupy inżynierów, górników i organizatorów produkcji, którzy jako pełnomocnicy Komitetu Ekonomicznego Prezydium Rady Ministrów, 26 stycznia 1945 – w przeddzień wejścia Rosjan do Katowic – wojskowymi ciężarówkami dotarli do Dąbrowy Górniczej, skąd z uwagi na trzymający się front musieli zawrócić do Krakowa. 31 stycznia udało się już dotrzeć do Katowic, Chorzowa i innych miejscowości i przystąpić do przejmowania kopalni, hut i zakładów przemysłowych. 13 marca 1945 Tuchołkę powołano na stanowisko dyrektora Zjednoczenia Przemysłu Węglowego w Gliwicach. Z kolei pracował jako naczelny dyrektor Centrali Zaopatrzenia Materiałowego Przemysłu Węglowego.
Mimo iż był bezpartyjny, w roku 1950 powołano go na stanowisko dyrektora Departamentu Inwestycji w Ministerstwie Górnictwa i powierzono funkcję doradcy ministra. Przeprowadził się do Warszawy, gdzie wraz z żoną zamieszkali w służbowym mieszkaniu na ul. Elektoralnej. Dojeżdżał do Krakowa, gdzie na Akademii Górniczo-Hutniczej w latach 1950–1958, prowadził wykłady z organizacji gospodarki materiałowej. Na emeryturę przeszedł w roku 1958 i powrócił na Śląsk. Tuchołkowie zamieszkali w Katowicach na ul. Powstańców 26. 
Pochowany został z honorami należnymi Generalnemu Dyrektorowi Górniczemu I stopnia na Cmentarzu przy ul. Sienkiewicza w Katowicach.

## Ordery i odznaczenia
- Order Sztandaru Pracy II klasy (1944)
- Krzyż Oficerski Orderu Odrodzenia Polski (10 listopada 1933)[13]
- Krzyż Kawalerski Orderu Odrodzenia Polski (1 grudnia 1945)[14]
- Złoty Krzyż Zasługi (28 lutego 1948)[15]
- Medal 10-lecia Polski Ludowej (1 grudnia 1954)[16]
- Odznaka tytułu honorowego „Zasłużony Górnik PRL”